# عشق در دبیرستان
عشق در دبیرستان (کره‌ای: 하이스쿨: 러브온) یک مجموعه تلویزیونی محصول کره جنوبی در سال ۲۰۱۴ با بازی کیم سه رون، نام وو هیون و لی سونگ یول از گروه اینفینیت است. این مجموعه از ۱۱ ژوئیه تا ۱۹ دسامبر ۲۰۱۴، جمعه‌ها ساعت ۲۰:۵۵ (کی‌اس‌تی) از کی‌بی‌اس۲ برای ۲۰ قسمت پخش شد.